# 大卡努夏克山

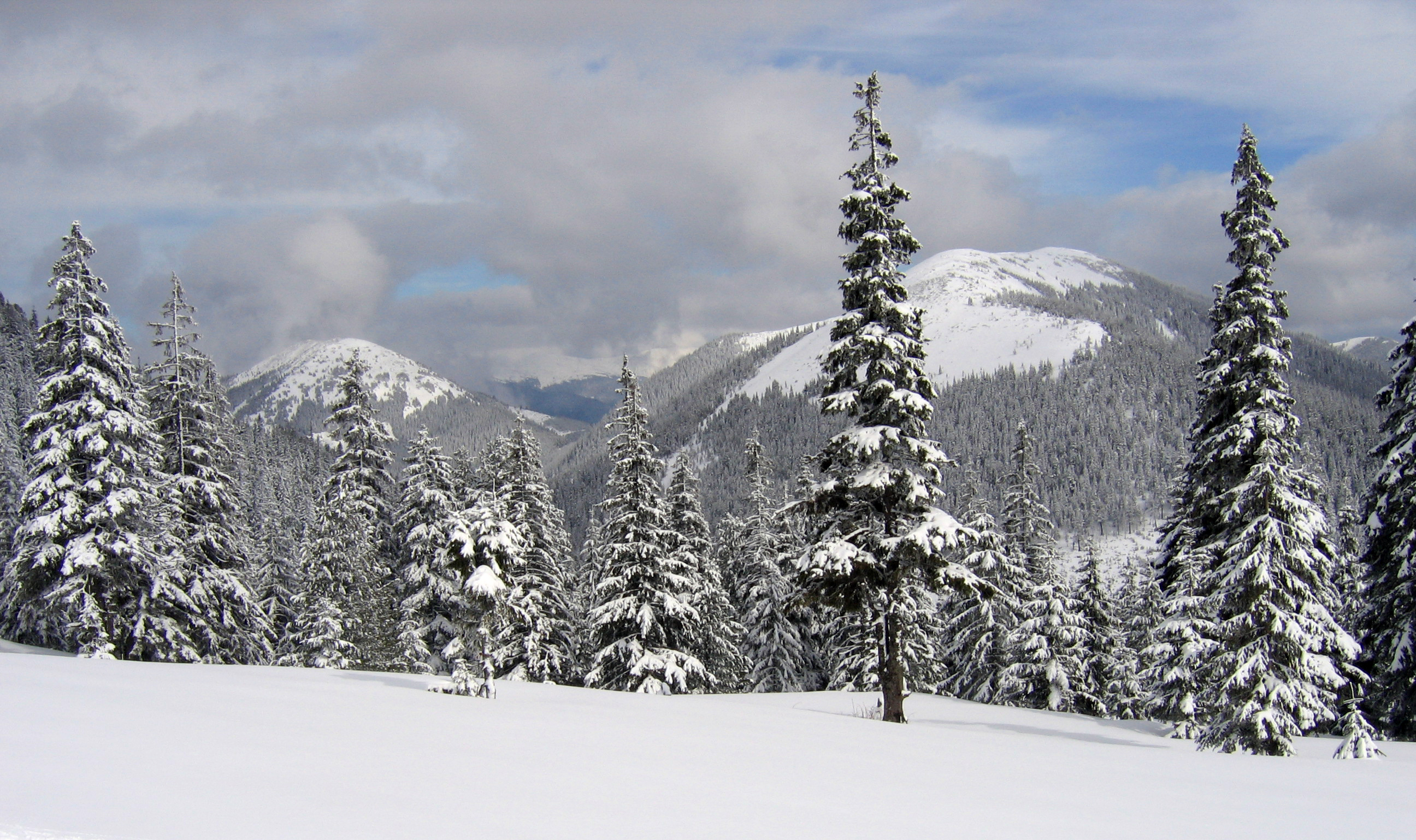

48°36′11.8″N 23°57′52.3″E / 48.603278°N 23.964528°E
大卡努夏克山（烏克蘭語：Великий Канусяк）是烏克蘭西部的山峰，屬於烏克蘭喀爾巴阡山脈中戈爾加內山脈的一部分。該山峰處於伊萬諾-弗蘭科夫斯克州的卡盧什區，海拔高度1,642米。